# Ginogenesi
Si ha ginogenesi (o pseudocopula) quando un uovo si può sviluppare solo dopo la penetrazione dello spermio, ma senza che questo, dopo l'attivazione, si fonda col pronucleo femminile. In questo caso si parla anche di pseudogamia, riscontrata in varie specie di nematodi, platelminti ed in svariati gruppi di insetti, in alcuni anfibi e pesci.

## Descrizione
In maniera analoga alla partenogenesi, la ginogenesi produce una discendenza clonale: lo spermatozoo effettivamente entra nell'uovo, ma degenera senza mettere in gioco il proprio nucleo. Tale spermatozoo deriva da un maschio di specie pura, affine a quella ginogenetica, che è invece ibrida e monosessuale.
Il meccanismo citologico che permette la ginogenesi è fondamentalmente la soppressione totale della meiosi.
Gli oociti primari, anziché scindersi meioticamente implicando doppia divisione, non fanno altro che seguire una semplice divisione mitotica, che mantiene nell'uovo lo stesso grado di ploidia precedente alla divisione stessa.
L'uovo attivato dallo spermio, avente il numero non ridotto di cromosomi, è quindi in grado di iniziare lo sviluppo di un embrione senza anfimissi.
In altri casi meno frequenti, come nel Carassius auratus, la meiosi produce normalmente uova aploidi e si può avere la formazione di un embrione normalmente diploide attraverso una mancata divisione del citoplasma, in un processo detto restituzione anafasica, già noto nella partenogenesi.
L'uovo diploide, attivato da uno spermatozoo, può in tal caso dar luogo ad un embrione senza l'abolizione totale della meiosi.
Il destino in cui va incontro lo spermio è diverso nei vari casi di ginogenesi, in quanto può degenerare o può essere incluso in un globulo polare ed eliminato.
Si  precisa che tale gamete è necessario solo per l'attivazione e non contribuisce geneticamente alla determinazione delle caratteristiche del nuovo organismo, tuttavia, recentemente, è stato confermato nei fasmidi quello che già si era osservato nell'anellide Lumbricillus lineatus, in cui la presenza degli spermi nelle uova ginogenetiche esplica una funzione regolatrice dello sviluppo embrionale. In questi casi, infatti, l'uovo si autoattiva e si divide, ma lo sviluppo embrionale non procede se l'uovo non è inseminato.
Probabilmente solo con la presenza di geni maschili in interazione con quelli femminili lo sviluppo embrionale può attuarsi.

## Origini
La ginogenesi pone anche un altro interessante problema per quanto riguarda l'origine degli spermi necessari per attivare le uova.
Frequentemente tale modalità riproduttiva si è affermata in specie ermafrodite, alcune delle quali si autoattivano le proprie uova, mentre in altre l'attivazione viene eseguita da spermi di ermafroditi conspecifici (come avviene in vari nematodi e platelminti).
Ma quando si riscontra la ginogenesi in specie gonocoriche, gli spermi necessari all'attivazione devono necessariamente provenire da maschi di specie affini che convivono con quelle ginogenetiche, definiti "maschi ospiti", come si è dimostrato nel pesce Poecilia formosa, specie ginogenetica che prende in prestito gli spermi dalle specie affini e simpatriche Poecilia latipinna e Poecilia sphenops.